# Zertifikat Deutsch
Zertifikat Deutsch – międzynarodowy certyfikat potwierdzający znajomość języka niemieckiego na poziomie B1. Zertifikat Deutsch jest organizowany przez Goethe-Institut, Österreichischen Sprachdiplom (ÖSD), Schweizer Erziehungsdirektorenkonferenz (EDK) i WBT Weiterbildungs-Testsysteme gGmbH. Zgodnie z wytycznymi do pomyślnego zdania egzaminu wymagane jest 350 - 600 godzin nauki.